# Гессен, Маша
Маша Ге́ссен (полное имя — Мария Александровна Гессен; род. 13 января 1967, Москва) — российская и американская журналистка, писательница, бывший директор русской службы «Радио Свобода», автор ряда книг, активистка ЛГБТ-движения.

## Биография
Родилась в Москве в еврейской семье. Отец Александр Борисович Гессен (род. 1944) — программист, впоследствии предприниматель (вторым браком с 1999 года женат на актрисе Татьяне Веселовой). Мать Елена Самуиловна Минкина (1942—1992) — переводчица и литературный критик. Её бабушка по отцу, Эстер Яковлевна Гольдберг (в замужестве Гессен; 1923—2014) — переводчица и мемуаристка, работала в журнале «Советская литература», вдова Бориса Арнольдовича Гессена (1919—1980), сына пушкиниста А. И. Гессена. Её бабушка по матери, Розалия Моисеевна Солодовник (1920—2015) — по образованию учитель истории, в послевоенные годы работала цензором телеграмм на Центральном телеграфе в Москве, позднее переводчица художественной прозы с английского и немецкого языков; вдова погибшего на фронте лейтенанта Самуила Львовича Минкина (1919—1942).
В 1981 году эмигрировала с родителями в США, там училась на архитектора, но не закончила образование, в 1991 году вернулась в Москву. С 1993 года поселилась в Москве. Её брат Кит Гессен (род. 1975) также прозаик и журналист.
Есть также младший брат Даниил (род. 2000).
В январе 2004 года у Гессен была обнаружена мутация в гене BRCA1 (англ. breast cancer — рак груди), из-за которой ген не мог выполнять своей функции — останавливать бесконтрольное размножение клеток ткани молочной железы, которое при наличии мутации начинается рано или поздно в 87 % случаев, развивается быстро и заканчивается смертью. Её мать умерла в 49 лет, тётя — в 52. В августе 2005 года Гессен была сделана операция по удалению груди в связи с генетической предрасположенностью к раку груди, о чём (и о социальном значении генетики) в 2008 году она написала книгу.
Пишет как на русском, так и на английском языках, её статьи публиковались в США в изданиях The New Republic, New Statesman, Granta, Lingua Franca и Slate, а в России — в журналах «Новое время», «Итоги», «Большой город», «Знамя». С 1996 по 2000 год работала в журнале «Итоги», сначала обозревателем, затем — координатором группы репортажей. В 2000—2001 годах Гессен возглавляла корпункт американского еженедельника US News & World Report. Была руководителем портала Полит.ру (2002—2003), заместителем главного редактора журнала «Большой город» (2004—2005), главным редактором журнала «Gala» в России (2007—2008), одним из главных редакторов проекта «Сноб» (2008—2011).
В 2011 году сообщалось, что Гессен написала книгу на английском языке под названием «Человек без лица: невероятное восхождение Владимира Путина» (англ. The Man Without a Face: The Unlikely Rise of Vladimir Putin), выпуск которой был намечен на 1 марта 2012 года в издательстве Riverhead Books в США. Газета «The Washington Post» писала:

В своей книге Гессен описывает, как Путин, малозначимый поначалу выходец из КГБ, сумевший вернуться в комитет и даже его возглавить, был выбран Борисом Ельциным в качестве своего преемника и потом быстро уничтожил практически все зачатки демократии в России, параллельно укрепив свой авторитаризм до степени брутальности.
Книга выросла из статьи-портрета, которую Гессен написала о Путине в октябре 2008 года для журнала Vanity Fair. Она описывает «скрытного одинокого человека», «всё больше отдаляющегося» от своей жены и катающегося на сделанном по особому заказу чёрном Audi с номерным знаком 007.
«Через десять лет после того, как Путин пришёл к власти, Россия — изменённая страна. Демократическим реформам начала 90-х был дан задний ход. От выборов почти избавились. Власть в стране сконцентрирована в руках маленькой группы людей даже в ещё большей степени, чем во времена СССР», — пишет Гессен.

С начала 2012 по 1 сентября 2012 года Маша Гессен работала главным редактором журнала и издательства «Вокруг света». 1 сентября 2012 года Гессен покинула этот пост. Причиной увольнения, по её словам, стали «разногласия по поводу разделения полномочий между редакцией и дирекцией». О своём увольнении Гессен сообщила в своём микроблоге в Twitter. «Я покидаю вокруг света #спасибопутинузаэто», — написала журналистка. Позже она объяснила, в чём состоит суть разногласий с владельцем издания: Гессен отказалась выполнить просьбу работодателя об освещении экспедиции с участием президента Владимира Путина по спасению стерхов.

Мы собирались писать о стерхах. Но экспедиции с участием Путина имеют свою специфику — достаточно вспомнить спасение тигров или поиски амфор. Может оказаться, что деревья привязаны к пенькам. И профессиональный долг обяжет корреспондента об этом писать — эти сомнения я высказала в телефонном разговоре с издателем.

Большой интерес общественности вызвал рассказ Гессен о беседе с В. Путиным в Кремле 11 сентября 2012 года, после того как глава государства, встревоженный увольнением Гессен с поста главного редактора, позвонил ей на мобильный телефон и предложил лично прояснить ситуацию в присутствии владельца издательского дома «Вокруг света» Сергея Васильева. На встрече в Кремле, где помимо внутрииздательского конфликта были обсуждены нашумевшие экологические экспедиции и природоохранные акции Путина, Маша узнала от собеседника массу ранее неизвестных и сенсационных подробностей о спасении им стерхов, надевании ошейников на тигрицу и белого медведя, историях с леопардом и древними амфорами. В ходе разговора Путин, как читатель, выразил желание, чтобы Гессен оставалась главным редактором журнала, однако она после суточных раздумий отказалась. По оценке пресс-секретаря президента Дмитрия Пескова, Маша Гессен, не считая незначительных огрехов, в целом корректно изложила разговор с Путиным.
С 13 сентября 2012 года была директором русской службы радио «Свобода», покинула пост директора 30 апреля 2013 года. За это время в полном составе была уволена интернет-редакция.
19 мая 2013 года Гессен заявила о намерении покинуть Россию и переехать в Нью-Йорк из соображений безопасности.
С 2014 года Гессен публиковалась в журнале The New Yorker. В 2017 году она стала его штатным автором. Приглашённый профессор политологии в Амхерстском колледже (2017—2018). Преподаёт также на отделении российских и восточноевропейских исследований Оберлинского колледжа (писатель-резидент — англ. writer-in-residence — там же).
8 декабря 2023 МВД России объявило Гессен в федеральный розыск по уголовному делу о «фейках» об армии (207.3 УК РФ). 12 декабря объявлена в международный розыск. 26 декабря заочно арестована Басманным районным судом Москвы.

## Личная жизнь и взгляды
Маша Гессен не скрывает свою гомосексуальность и выступает за защиту прав сексуальных меньшинств. Небинарная персона. Воспитывает троих детей (один усыновлённый и двое родных). Сын Вова (1997 года рождения) был усыновлён в Калининграде. Дочь Ёлка (2001 года рождения) — родная дочь Маши. Во время декретного отпуска Маша поехала рожать в США.
В 1990-х годах Гессен была одной из ведущих ЛГБТ-активисток России. Вместе с Евгенией Дебрянской она участвовала в организации всероссийской ЛГБТ-организации «Треугольник», участвовала в борьбе за отмену уголовной статьи, преследующей геев. Гессен продолжает выступать за права ЛГБТ, в частности, она выступает против законов о запрете «пропаганды гомосексуализма».
В 2004 году в США был зарегистрирован брак Маши Гессен с гражданкой России Светланой Генераловой (более известной как Свеня Генералова), которая пять лет проработала в общественных организациях геев и лесбиянок, после занималась дома с детьми, по последней профессии — фотограф, делала фотографии для редактируемого Машей Гессен журнала «Snob» и журнала московской еврейской общины «Лехаим», а также для интернет-изданий; имеет также специальность строителя. Второй брак был зарегистрирован с Дарьей Орешкиной, картографом и графическим дизайнером, кандидатом географических наук (2006).
В интервью Карену Шаиняну, опубликованному в YouTube 18 февраля 2020 года, Маша Гессен впервые в русскоязычном пространстве сделала каминг-аут как небинарная персона и заявила, что уже несколько лет принимает гормональную заместительную терапию на основе препаратов тестостерона. В англоязычном пространстве Гессен использует предпочтительные местоимения they/them (они).

## Семья
- Брат бабушки — Яков Моисеевич Солодовник (1915—1986), советский парашютист и лётчик-испытатель[36][37]. Его дочь — переводчик художественной прозы Ирина Яковлевна Волевич.
- Дядя (сводный брат отца) — Леонид Сергеевич Виноградов (род. 1964), православный журналист, писатель[38].

### Книги
- Masha Gessen. The Rights of Lesbians and Gay Men in the Russian Republic (англ.). — International Gay & Lesbian Human Rights Comm, 1993. — P. 60. — ISBN 9781884955136.
- Half a Revolution: Contemporary Fiction by Russian Women (англ.) / Masha Gessen. — Cleis Press[англ.], 1995. — P. 269. — ISBN 9781573440066.
- Masha Gessen. Dead Again: The Russian Intelligentsia after Communism (англ.). — Verso, 1997. — P. 211. — ISBN 9781859841471.
- Masha Gessen. Ester and Ruzya: How My Grandmothers Survived Hitler's War and Stalin's Peace (англ.). — Bloomsbury Publishing PLC, 2004. — P. 320. — ISBN 9780747564096. (переиздана в 2005 году под названием «Two Babushkas»)
- Masha Gessen. Blood Matters: From Inherited Illness to Designer Babies, How the World and I Found Ourselves in the Future of the Gene (англ.). — Houghton Mifflin Harcourt[англ.], 2008. — P. 336. — ISBN 9780151013623. (a New York Times Notable Book of the year, переиздана издательством Granta Books под названием «Blood Matters: A Journey Along the Genetic Frontier»)
- Masha Gessen. Perfect Rigor: A Genius and the Mathematical Breakthrough of the Century (англ.). — Houghton Mifflin Harcourt[англ.], 2009. — P. 256. — ISBN 978-0151014064.; в переводе на русский язык: Совершенная строгость. — М.: Астрель: Corpus, 2011. — 272 с. — ISBN 978-5-271-33232-6
- Masha Gessen. The Man Without a Face: The Unlikely Rise of Vladimir Putin. — New York: Riverhead Books, 2012. — ISBN 9781594488429.
- Masha Gessen. Words Will Break Cement: The Passion of Pussy Riot (англ.). — Riverhead Hardcover[англ.], 2014. — P. 320. — ISBN 978-1-59463-219-8.
- Masha Gessen. The Brothers: The Road to an American Tragedy (англ.). — Penguin, 2015. — P. 290.
- Masha Gessen. Where the Jews Aren't: The Sad and Absurd Story of Birobidzhan, Russia's Jewish Autonomous Region (англ.). — Random House & Schocken, 2016. — P. 192.
- Masha Gessen. The Future Is History: How Totalitarianism Reclaimed Russia (англ.). — Riverhead Books[англ.], 2017. — P. 400. — ISBN 978-1-59463-453-6. London: Granta Books, 2017. — National Book Award (2017)
- Essay by Masha Gessen. Photography by Misha Friedman. Never Remember: Searching for Stalin's Gulags in Putin's Russia (англ.). — Columbia Global Reports, 2018. — P. 176. — ISBN 978-0-99772-296-3.
- Masha Gessen. Surviving Autocracy (англ.). — Riverhead Books, 2020. — P. 272. — ISBN 978-0-59318-893-4.

### Под редакцией и в переводе Маши Гессен
- Valeriia Narbikova. In the Here and There. Translated by Masha Gessen. Ardis, 1999. — 145 p.
- Gay Propaganda: Russian Love Stories. Edited by Masha Gessen. OR Books, 2014. — 224 p.; русское издание — Истории любви: пропаганда гомосексуализма в России. OR Books, 2014. —289 с. — ISBN 978—1—939293—35—0

### Переводные издания
- Auf den Erfolg unserer hoffnungslosen Mission: Die russische Intelligenzija (на немецком языке). Kunstmann Verlag, 1998.
- Esther und Rusja: Wie meine Großmütter Hitlers Krieg und Stalins Frieden überlebten (на немецком языке). München: Carl Hanser Verlag[англ.], 2005; Deutscher Taschenbuch Verlag, 2008.
- Ester y Ruzya. Unas memorias familiares de las purgas de Stalin al Ho: del auge del sionismo a la caída del comunismo (на испанском языке). Barcelona: Ediciones Península, 2006.
- Ester e Ruzya (на итальянском языке). Milano: Garzanti, 2006.
- Ester ja Ruzja. Miten isoäitini selviytyivät Hitlerin sodasta ja Stalinin rauhasta (на финском языке). Tammi, 2006.
- אסתר ורוזיה כיצד שרדו שתי הסבתות שלי את שנות המלחמה של היטלר ואת שנות השלום של סטלין («Ester and Ruzya» на иврите). מילים הוצאה לאור, 2007.
- Estera i Rozia (на польском языке). Muza, 2008.
- Ο Ρώσος μαθηματικός Γκρίσα Πέρελμαν («Perfect Rigor» на греческом языке). Νοέμβριος, 2009.
- El hombre sin rostro: El sorprendente ascenso de Vladímir Putin (на испанском языке). Barcelona: Debate Editorial, 2012.
- Putin: Czlowiek bez twarzy (на польском языке). Prószyński i S-ka, 2012.
- Putin: l’uomo senza volto (на итальянском языке). Milano: Bompiani, 2012; Sellerio Editore, 2022.
- Poutine: L’homme sans visage (на французском языке). Fayard, 2012, 2022.
- פוטין: האיש ללא פנים («Putin» на иврите). ספרי עליית הגג‎, 2012.
- 普丁：沙皇再臨 («Putin» на китайском языке). 林添貴, 2012.
- Putin: Mannen Uten Ansikt (на норвежском языке). Gyldendal, 2012.
- Putin: Manden uden ansigt (на датском языке). Forlaget Rosinante, 2012.
- Putin: A Face Oculta do Novo Czar (на бразильском португальском языке). Nova Fronteira, 2012.
- Βλαντιμίρ Πούτιν: Ο άνθρωπος δίχως πρόσωπο («Putin» на греческом языке). Ekdoseis Pataki, 2012.
- De man zonder gezicht: de macht van Vladimir Poetin (на нидерландском языке). Ambo/Anthos Uitgevers, 2012.
- 完全なる証明―100万ドルを拒否した天才数学者 («Perfect Rigor» на японском языке). 文藝春秋, 2012.
- חידת פרלמן — סיפור על גאון ועל פריצת הדרך המתימטית של המאה («Perfect Rigor» на иврите). Тель-Авив: Едиот Ахранот, 2012.
- 消失的天才：完美的數學證明、捨棄的百萬美元大獎，一位破解百年難題的數學家神祕遁逃的故事 («Perfect Rigor» на китайском языке). 臉譜文, 2012.
- Omul fără chip. Incredibila ascensiune a lui Putin (на румынском языке). Bucureşti: Editura Pandora M, 2012.
- Čovjek bez lica: nevjerojatni uspon Vladimira Putina (на хорватском языке). Zagreb: Profil International, 2012.
- Kasvoton mies: Vladimir Putinin nousu Venäjän valtiaaksi (на финском языке). Otava, 2012.
- Dans la tête d’un génie (в издании 2018 года — La légende Grigori Perelman: Dans la tête d’un génie, «Perfect Rigor» на французском языке). Editeur Globe, 2013.
- そいつを黙らせろ―プーチンの極秘指令 («Putin» на японском языке). 柏書房, 2013.
- Putinas. Žmogus be veido (на литовском языке). Vilnius: Manoknyga, 2013; Kaunas: Spindulio, 2013.
- Näota mees: Vladimir Putini uskumatu võimuletõus (на эстонском языке). Tallinn: Tänapäev, 2013.
- Mannen utan ansikte («Putin» на шведском языке). Brombergs Bokförlag, 2014.
- Der Beweis des Jahrhunderts: Die faszinierende Geschichte des Mathematikers Grigori Perelman («Perfect Rigor» на немецком языке). Suhrkamp Verlag, 2014.
- Slowa skrusza mury («Words Will Break Cement» на польском языке). Proszynski Media, 2014.
- Ord kan krossa betong: berättelsen om Pussy Riot («Words Will Break Cement» на шведском языке). Brombergs Bokförlag, 2014.
- Thiên tài kỳ dị và đột phá toán học của thế kỷ («Perfect Rigor» на вьетнамском языке). NXB Trẻ, 2014.
- Gay propaganda: liefdesverhalen uit Rusland (на нидерландском языке). Lebowski, 2014 и 2017.
- Putin: Yüzü Olmayan Adam (на турецком языке). Epsilon Yayincilik, 2015.
- Muž bez tváře — Neuvěřitelný vzestup Vladimira Putina (на чешском языке). Akropolis, 2016.
- Palavras quebrarão cimento: a paixão de Pussy Riot (на португальском языке). Martins Fontes — Selo Martins, 2017.
- I fratelli Tsarnaev: Una moderna tragedia americana (на итальянском языке). Milano: Carbonio Editore, 2017.
- Framtiden är historia: Det totalitära Rysslands återkomst («The Future Is History» на шведском языке). Brombergs Bokförlag, 2017.
- Ester och Ruzia: Vänskap i krig och fred (на шведском языке). Brombergs Bokförlag, 2018.
- El futuro es historia Rusia y el regreso del totalitarismo (на испанском языке). Мадрид: Turner Publicaciones, 2018.
- De toekomst is geschiedenis: De terugkeer van het totalitaire Rusland (на нидерландском языке). Амстердам: De Bezige Bij, 2018.
- Il futuro è storia (на итальянском языке). Палермо: Sellerio Editore, 2018.
- Będzie to, co było. Jak totalitaryzm odradza się w Rosji (на польском языке). Варшава: Prószyński i S-ka, 2018.
- Vergessen. Stalins Gulag in Putins Russland (на немецком языке). Мюнхен: dtv Verlagsgesellschaft, 2019.
- Sobrevivir a la autocracia (El cuarto de las maravillas, на испанском языке). Мадрид: Turner Publicaciones, 2020.
- Leben mit Exil. Über Migration sprechen (на немецком языке). Берлин: Edition Suhrkamp, 2020.
- Hoe overleef je een autocratie? Donald Trump en de vernietiging van de Amerikaanse democratie (на нидерландском языке). Амстердам: De Bezige Bij, 2020.
- Dove gli ebrei non ci sono: La storia triste e assurda del Birobidžan, la Regione autonoma ebraica nella Russia di Stalin (на итальянском языке). Флоренция: Giuntina, 2021.
- O homem sem rosto: A improvável ascensão de Vladimir Putin (на португальском языке). Рио-де-Жанейро: Intrinseca, 2022.

### Интервью
- Маша Гессен – стыдные вопросы про Америку (Youtube-канал «вДудь» – Юрия Дудя; 20 сентября 2022)